# Samlandmuseum

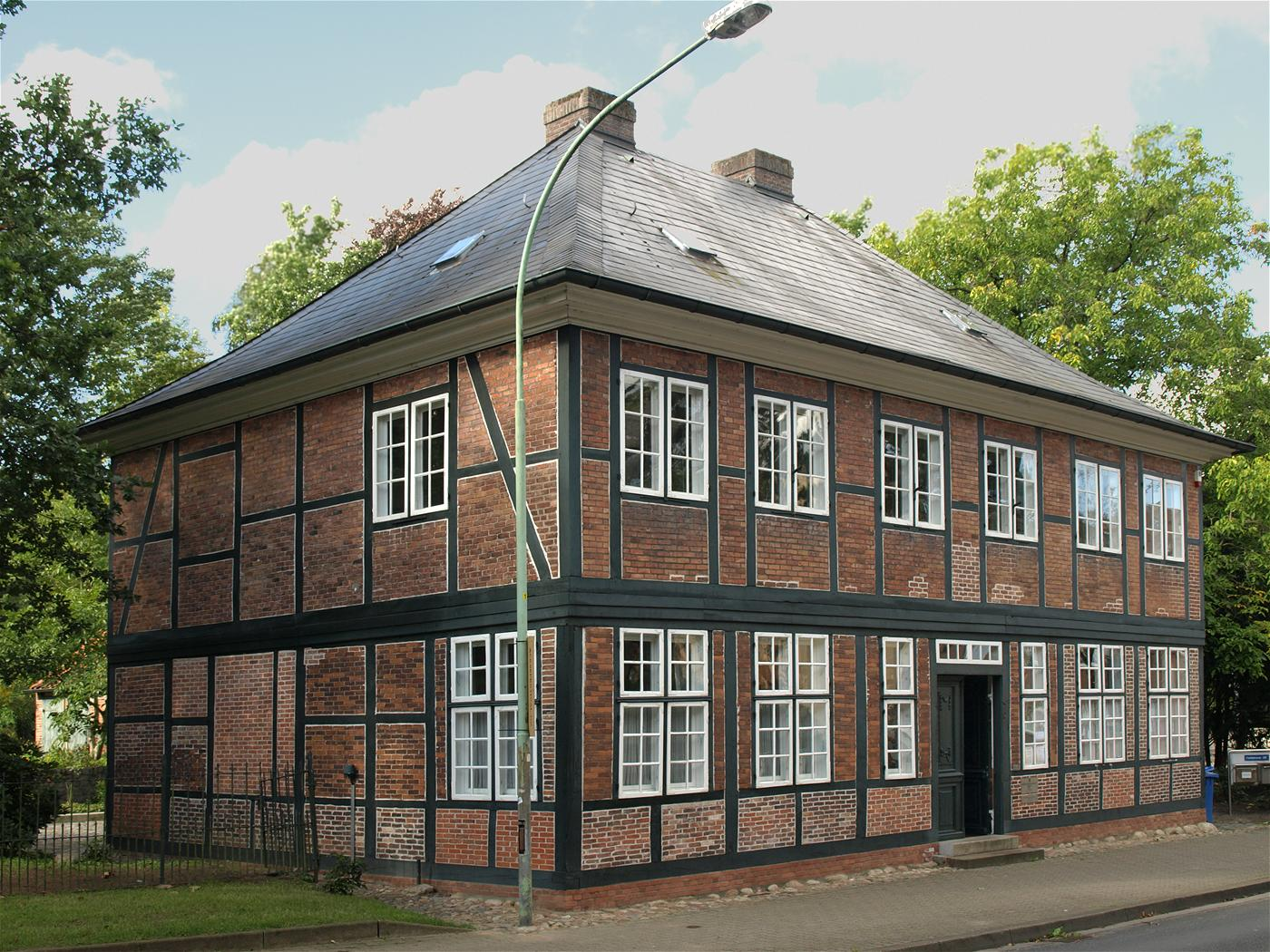
Samlandmuseum im Fahltskamp 30

Das Samlandmuseum in Pinneberg ist ein Heimatmuseum, das an die ostpreußische und samländische Geschichte, Kultur und Wesensart erinnert. Das Museum ist im Bürgerhaus, Fahltskamp 30 untergebracht.
Gezeigt werden unter anderem auch die geretteten Bestände aus dem früheren Museum in Burg Lochstädt. Dazu wird ein Überblick über den ehemaligen dortigen Handel, das Handwerk und der Fischerei gegeben. Zudem werden die dortigen ehemaligen Seebäder, der Bernsteinabbau und die Vogelwarte Rossitten beleuchtet.
Das Samland wurde vom Kreis Fischhausen und vom Landkreis Königsberg (Pr) gebildet. Beide seit 1. Februar 1818 selbständigen Kreise wurden am 1. April 1939 zum neu gebildeten Landkreis Samland vereint.
Das Museum wird im Wesentlichen von der Kreisgemeinschaft Fischhausen unterhalten. Nach einem Brand 2009 wurde das Museum im September 2011 neu gestaltet wieder eröffnet.